# DAF 33
O DAF 33 foi uma versão do DAF 750, que, por sua vez, era um veículo de passeio produzido pela empresa holandesa DAF (sigla de Van Doorne's Automobiel Fabriek), que era uma versão mais potente (30 CV) do DAF 600 (que tinha somente 22 CV). Na época era chamado de "Daffodil", contração de DAF e krokodil (crocodilo), devido à aparência de sua frente.
Era um pequeno sedã com suspensão traseira independente, motor de dois cilindros horizontais opostos (motor boxer) a quatro tempos, resfriado a ar, de 746 cc, transmissão continuamente variável (Câmbio CVT) por meio do inovador Sistema Variomatic no qual as rodas traseiras eram tracionadas por correias de borracha independentes que independentes que também funcionavam como um diferencial auto-bloqueante.
Era uma versão mais potente que as anteriores, pois tinha 32 cv.
Foram vendidas 131.621 unidades entre 1967 e 1974.